# Mateo Garrido-Lecca
Mateo Garrido-Lecca Gambetta (Lima, 28 de octubre de 1992) es un comediante de stand-up, locutor, celebridad de Internet y actor peruano, que obtuvo reconocimiento al haber sido el conductor del programa radial Wake app de la emisora peruana Studio 92 en el periodo 2017-2023, además de su faceta cómica y actoral.

## Biografía
Mateo Garrido-Lecca Gambetta nació el 28 de octubre de 1992 en Lima.[cita requerida] Proveniente de una familia de clase media alta, estudió la carrera de ingeniería industrial en la Universidad de Lima y recibió una beca en la Universidad de Corea. Gracias a ello, le ha permitido incursionar como encargado de las labores de ejecución y desarrollo de las estrategias comerciales en la Compañía Mambo, complementando su trabajo como practicante en la Industria Peruana de Acero y Creditex.[cita requerida]
Pero no fue hasta el año 2013, cuando abandonaría su profesión para apostar por la comicidad, sumándose al elenco artístico local El club de la comedia, donde ha realizado diferentes espectáculos con monólogos y chistes, haciendo su debut de manera oficial a la edad de veinte años, siendo Garrido-Lecca el integrante más joven del conjunto en aquel entonces.
Tiempo más tarde, Garrido-Lecca se incursiona en los micromonólogos en las redes sociales llevándolo así al estrellato. Fruto de su popularidad, inicia su etapa como locutor, asumiendo la conducción del programa radial Parao y sin polo en la emisora web Coca-Cola FM en 2016.[cita requerida]
En el año 2017, se suma a la conducción del espacio Wake app por la emisora Studio 92 al lado del youtuber peruano Gabriel «el Cholo» Mena, manteniéndose hasta su renuncia en 2023, siendo reemplazado por la actriz Alicia Mercado en el dicho espacio. Con Mena, participó en el teatro con el mismo formato del espacio en el show titulado Wake app, en vivo en 2022.
Se incursionó en la ficción, haciendo la voz de doblaje latinoamericano de la película animada Hotel Transylvania 3: Summer Vacation con el personaje de Carl, compartiendo roles junto a su entonces pareja, la celebridad de Internet, Ximena Galiano. Además, tuvo unas breves participaciones en las cintas de comedia Soltera codiciada en 2018 y Recontraloca al año siguiente. Fue parte de la película Cosas de amigos de Giovanni Ciccia el año 2022.
Garrido Lecca participó en un proyecto con la Asociación Cultural Patacláun al lado de Cathy Sáenz y Gino Pesaressi, fue protagonista de la obra teatral Se busca un comediante con Guillermo Castañeda, Gachi Rivero y Carlos Palma en el año 2019, presentándose en el Teatro Pirandello y participó en el reparto principal de la serie web Atrapados: Divorcio en cuarentena en 2020, en la cual haría el personaje de Mateo.
Protagonizó los unipersonales Selfie el año 2019 y  ¡Salimos con todo! en 2022 bajo su nombre real, en esta última, durante el estado de emergencia por la pandemia de COVID-19. Participó como protagonista de la comedia peruana Bromates con Jorge Talavera por tres temporadas consecutivas, entre 2021 y 2023. Anteriormente, con Talavera fue protagonista de la otra producción Me dejó en visto el año 2017. Seguidamente, coprotagonizó la serie cómica ¿Dónde está el comediante? para Movistar Play.
Garrido-Lecca fue anunciado para formar parte del canal web No Somos TV a través de su programa Chapa tu money en el formato de improvisación teatral en 2023, compartiendo escena con otras figuras televisivas como Saskia Bernaola, Pablo Saldarriaga, Rodrigo Sánchez Patiño, Gonzalo «Goncho» Iglesias y Mónica Torres.
En el año 2024, participó en la telenovela Súper Ada dentro del reparto principal, bajo el personaje de Gervacio Salas «el Gomas», la pareja de Jessy Morales, quien se desempeña como mecánico. A su vez, fue telonero del comediante venezolano Marko y presentador del pódcast Efe eme de No Somos TV, producido por Cathy Sáenz.
En el año 2025, protagoniza la película Habla, promo! en el papel de Lolo, uno de los integrantes de la promoción 1999.[cita requerida] En ese año, fue anunciado dentro del reparto de participantes de la decimotercera temporada del reality culinario El gran chef famosos de Latina Televisión.
El 20 de julio de 2025, asume la conducción con el programa concurso semanal La subasta para América Televisión. En su debut, contó con la participación especial de Rebeca Escribens y Verónica Linares.

## Créditos

### Televisión
| Año        | Título               | Rol                       | Notas                                      | Emisión            |
| ---------- | -------------------- | ------------------------- | ------------------------------------------ | ------------------ |
| 2024       | Súper Ada            | Gervacio Salas «el Gomas» | Reparto principal                          | América Televisión |
| 2025       | El gran chef famosos | Él mismo                  | Participante de la decimotercera temporada | Latina Televisión  |
| desde 2025 | La subasta           | Él mismo                  | Presentador                                | América Televisión |

### Radio
| Año       | Título           | Rol      | Notas                 | Emisión      |
| --------- | ---------------- | -------- | --------------------- | ------------ |
| 2016      | Parao y sin polo | Él mismo | Locutor y presentador | Coca Cola FM |
| 2017-2023 | Wake app         | Él mismo | Locutor y presentador | Studio 92    |

### Cine
| Año  | Título                                | Rol                       | Notas                                     |
| ---- | ------------------------------------- | ------------------------- | ----------------------------------------- |
| 2018 | Soltera codiciada                     | Roomate                   | Reparto secundario y debut actoral        |
| 2018 | Hotel Transylvania 3: Summer Vacation | Carl                      | Voz de doblaje en español latinoamericano |
| 2019 | Recontraloca                          | Sobrino                   | Reparto secundario                        |
| 2022 | ¿Dónde está el comediante?            | Él mismo                  | Protagonista                              |
| 2022 | Cosas de amigos                       | Paciente rehabilitado     | Reparto secundario                        |
| 2024 | Vivo o muerto: el expediente García   | Entrevistado de reportaje | Reparto secundario                        |
| 2025 | Kayara                                | Chamán                    | Voz de doblaje latinoamericano            |
| 2025 | Habla, promo!                         | Lolo                      | Protagonista                              |

### Teatro
| Año       | Título                | Rol              | Notas                 |
| --------- | --------------------- | ---------------- | --------------------- |
| 2012-2019 | El club de la comedia | Comediante       | Stand up comedy       |
| 2017      | Me dejó en visto      | Comediante       | Stand up comedy       |
| 2019      | Selfie                | Comediante       | Stand up comedy       |
| 2019      | Se busca comediante   | Protagonista     | Obra de teatro cómica |
| 2021-2023 | Bromates              | Protagonista     | Obra de teatro cómica |
| 2022      | Salimos con todo      | Comediante       | Stand up comedy       |
| 2023      | Gatada de vatos       | Presentador      | Duelo de comediantes  |
| 2024-2025 | Chapa tu money        | Elenco principal | Improvisación teatral |
| 2024-2025 | La impro iniciación   | Elenco principal | Improvisación teatral |